# Cresciano
Cresciano es una comuna suiza del cantón del Tesino, localizada en el círculo y distrito de Riviera. Limita al norte con la comuna de Osogna, al este con Arvigo (GR) y San Vittore (GR), al sur con Claro, y al occidente con Preonzo y Moleno.